# Тридакни
Тридакните (Tridacna) са род големи и гигантски соленоводни миди от семейство Тридакнови (Tridacnidae). Заедно с род Hippopos се причисляват към семейството на гиганските миди - Tridacnidae. Достигат изключително големи размери, като при някои представители (Tridacna gigas) масата на отделен индивид може да надмине 200 kg.

## Видове
- Подрод Tridacna (Tridacna)
  - Tridacna derasa (Röding, 1798)
  - Tridacna gigas (Linnaeus, 1758)
  - Tridacna tevoroa Lucas, Ledua & Braley, 1990
- Подрод Tridacna (Chametrachea)
  - Tridacna costata Richter, Roa-Quiaoit, Jantzen, Al-Zibdah, Kochzius, 2008
  - Tridacna crocea Lamarck, 1819
  - Tridacna maxima Röding, 1798(=Tridacna elongata)
  - Tridacna rosewateri Sirenho & Scarlato, 1991
  - Tridacna squamosa Lamarck, 1819